# ویلیام جولیوس ویلسون
ویلیام جولیوس ویلسون (انگلیسی: William Julius Wilson؛ زادهٔ ۲۰ دسامبر ۱۹۳۵) یک دانشمند در زمینه جامعه‌شناسی اهل ایالات متحده آمریکا است.
وی برنده جوایزی همچون نشان ملی علوم شده‌است، و هشتادمین سردبیر انجمن جامعه‌شناسی آمریکا بوده‌است.
او استاد راهنمای رساله دکتری مایکل بوراووی بود.